# Ardisia helferiana
Ardisia helferiana là một loài thực vật có hoa trong họ Anh thảo. Loài này được Kurz mô tả khoa học đầu tiên năm 1873.